# Michael Aldridge
Michael William ffolliott Aldridge (9 de septiembre de 1920 – 10 de enero de 1994) fue un actor británico. Aunque fue su papel de Seymour en la serie televisiva Last of the Summer Wine (1986 a 1990) el que le dio la fama, su larga carrera como exitoso actor teatral y cinematográfico de carácter se inició en la década de 1930.

## Inicios
Nacido en Glastonbury, Inglaterra, sus padres eran el Dr. Frederick James Aldridge y su esposa, Kathleen Michaela Marietta White. Estudió en la Escuela Gresham de Holt, Norfolk (Inglaterra), actuando en montajes teatrales organizados por el centro. En su último año en la escuela interpretó el papel del título en Otelo, consiguiendo una positiva crítica del diario The Times.

## Carrera
Inició su carrera profesional como actor en agosto de 1939 en el Teatro Watford Palace de Watford actuando con el papel de Kenneth en la pieza de Terence Rattigan French Without Tears. Unos días más tarde se inició la Segunda Guerra Mundial y, entre 1939 y 1940 trabajó en teatro de repertorio en Bristol, Blackpool, Sunderland, Sheffield, Bradford y Amersham. En 1940 entró a formar parte de la Royal Air Force, sirviendo en África, Estados Unidos, Oriente Medio y el Mediterráneo, licenciándose en 1945 con el empleo británico de Teniente de Vuelo (capitán). 
Tras la guerra Aldridge volvió a la interpretación, haciendo giras con la compañía Arts Council Midland Theatre desde 1946 a 1948, aunque no fue hasta 1954 cuando su carrera empezó a destacar, haciendo un papel en Salad Days en el Vaudeville Theatre, donde permaneció hasta 1957. A lo largo de su trayectoria Aldridge hizo numerosas interpretaciones en musicales, usualmente en papeles de reparto en los cuales destacaba por su fiabilidad y profesionalidad.

### Teatro
Su primera actuación en el circuito teatral del West End londinense tuvo lugar con la obra This Way to the Tomb, en el Teatro Garrick en 1946. Posteriormente hizo las siguientes actuaciones: gira con la Arts Council Midland Theatre Company desde noviembre de 1946 a julio de 1948; actuaciones en producciones del Nottingham Theatre Trust entre noviembre de 1948 y marzo de 1949, interpretando a Otelo en Nottingham en 1948 y en el Teatro Embassy en 1949; actuaciones con el Teatro de Repertorio de Birmingham en 1949; con la Old Vic Company en el New Theatre, entre 1949 y 1950 participó en Trabajos de amor perdidos, She Stoops to Conquer, El avaro, Hamlet; de nuevo en la Arts Council Midland Theatre Company en 1950; en el Bristol Old Vic entre 1951 y 1952 actuó en Macbeth, Los dos hidalgos de Verona y De ratones y hombres; Escapade, en el Teatro St James de Londres, entre 1953 y 1954; Salad Days, en el Teatro Vaudeville, en 1954; Free as Air, en el Savoy, 1957; Una luna para el bastardo, Arts Theatre, 1960; Vanity Fair, Queen's Theatre, 1962; The Fighting Cock, Teatro Duke of York, 1966; en el Festival de Chichester actuó en 1966–1969 y 1971-1972; Heartbreak House, en el Teatro Lyric de Londres, 1967; The Cocktail Party, Teatro Wyndham, 1968; The Magistrate, Cambridge, 1969; Bequest to the Nation, Haymarket (Londres), 1970; Reunion in Vienna, Piccadilly, 1972; Absurd Person Singular, Teatro Criterion, 1973; La tempestad, con la Royal Shakespeare Company en el Teatro The Other Place, 1974; Jeeves, Teatro Her Majesty, 1975; Lies, Teatro Albery, 1975; The Bed before Yesterday, Teatro Lyric, 1976; Rosmersholm, Haymarket, 1977; The Old Country, Queen's Theatre, 1978; Bedroom Farce, con la compañía Royal National Theatre en el The Prince of Wales, 1978; The Last of Mrs. Cheyney, Cambridge, 1980; Noises Off, Lyric, Hammersmith y Savoy, 1982; The Biko Inquest, Riverside, 1984; Relatively Speaking, Greenwich, 1986.

## Otras actuaciones
Para la televisión, uno de sus primeros papeles significativos fue el del criminólogo Ian Dimmock en la serie de Granada television The Man In Room 17 / The Fellows (Late of Room 17) y en su secuela, The Fellows (1965–67). 
Otro de sus trabajos televisivos fueron el papel de Rollo en la adaptación televisiva de la novela Love for Lydia, producida en 1977 por London Weekend Television. También fue Percy Alleline en Tinker, Tailor, Soldier, Spy (BBC TV, 1979), y actuó en la sitcom Sí ministro.
De entre sus actuaciones televisivas destaca su papel Seymour Utterthwaite entre 1985 y 1990 en la serie Last of the Summer Wine. El personaje se pensó para sustituir al Foggy Dewhurst interpretado por Brian Wilde, que había dejado la serie. Sin embargo, Aldridge hubo de dejar el show para dedicarse al cuidado de su esposa enferma, coincidiendo ello con el deseo de Wilde de volver a actuar en el programa, motivo por el cual finalmente desapareció el personaje de Aldridge.
Finalmente, también es de reseñar su actuación como el profesor Digory Kirke en la versión televisiva de Las Crónicas de Narnia (1988). 
De su trabajo cinematográfico hay que mencionar su papel de Pistol en la película de Orson Welles Campanadas a medianoche (1967).

## Vida personal
Aldridge estuvo casado con Kirsteen Rowntree, con la que tuvo tres hijas. En su vida privada relataba ser un aficionado a la vela, la horticultura, el cricket y el tenis, además de hacerse su propio pan y mermelada. Michael Aldridge falleció en 1994 en Greenwich (Londres).

## Selección de su filmografía
- Nothing Venture
- Bank Holiday Luck
- The North Sea Bus
- Murder in the Cathedral (1952)
- Life for Ruth (1962)
- Campanadas a medianoche (1965)
- Mussolini
- A Voyage Round My Father (1982) (TV)
- Bullshot (1983)
- Hallelujah! (1983–1984) (TV)
- Turtle Diary (1985)
- Murder by the Book (1986)
- Sí ministro(1986) (TV)
- Clockwise (1986) - Prior
- Shanghai Surprise (1986)
- The Chronicles of Narnia (1988)
- Countdown to War (1989)
- Last of the Summer Wine (1986–1990) (TV)
- The Public Eye (1992)